# Luminosa Bogliolo
Luminosa Bogliolo (Albenga, 3 de julio de 1995) es una atleta italiana especializada en el salto de vallas, en las modalidades de 60 y 100 metros.
En 2020, al ganar la BAUHAUS-Galan, se convirtió en la primera mujer italiana en la historia en ganar una etapa en la Liga de Diamante.

## Carrera deportiva
Nacida en Albenga, en la provincia de Savona (Liguria), comenzó a practicar atletismo a los 13 años en el club de atletismo Atletica Ceriale San Giorgio, para luego pasar a las filas del CUS Genova en 2009. Después de competir en varios eventos nacionales juveniles, ella participó en 2017 en el Campeonato de Europa de Atletismo Sub-23 en Bydgoszcz (Polonia), en la categoría de 100 metros vallas, donde no pudo clasificarse hasta la final, al caer en la primera semifinal, con un tiempo de 13,50 segundos. En el mismo año compitió en la Universiada de Taipéi en las modalidades de 100 metros vallas, donde volvió a caer en semifinales, tras no superar los 13,99 segundos de marca, y de 4x100 metros relevos con el equipo italiano, que acabó siendo descalificado después de que la última relevista, Ayomide Folorunso, dejara caer el testigo inmediatamente después de recibirlo de la tercera, Anna Bongiorni.
En 2018 participó en los 100 metros vallas de los Juegos Mediterráneos, que se celebraron en la ciudad española de Tarragona, y en los que consiguió una de sus primeras medallas de plata, siendo segunda tras rebajar sus tiempos hasta los 13,30 segundos. Pese a que reduciría aún más su marca hasta los 13,09 segundos en la semifinal del Campeonato Europeo de Atletismo de Berlín, esto no fue suficiente para pasar a la deseada final, tras quedar quinta.
Para 2019 se desplazó hasta Glasgow para participar en el Campeonato Europeo de Atletismo en Pista Cubierta, ahora en 60 metros vallas, donde logró un tiempo de 8,11 segundos, resultado que pese a las buenas sensaciones no le reportaron un pase a la final, cayendo en la primera semifinal, donde acabó quinta. Posteriormente viajó a Nápoles para su segunda Universiada en los 100 metros vallas, consiguiendo su primera medalla de oro, con 12,79 segundos. No se bajaría del podio en la tercera prueba de la temporada, en la Superliga del Campeonato Europeo de Atletismo por Equipos, que tenía lugar -una vez más- en Bydgoszcz, siendo la primera con una marca de 12,87 segundos (apenas 8 centésimas superior al de Nápoles). En octubre, en el Campeonato Mundial de Atletismo de Doha (Catar), pasó la ronda clasificatoria, tras ser segunda en la segunda serie por detrás de la estadounidense Brianna McNeal, con una marca de 12,78 segundos; ya en la semifinal, corrió en la segunda tanda, quedando octava en la misma (fuera de la final), con 13,06 segundos.
En 2021, en el Campeonato Europeo de Atletismo en Pista Cubierta que tuvo lugar en Toruń (Polonia), acabó siendo sexta en los 60 metros vallas, con su primera marca personal por debajo de los ocho segundos (7,99 segundos). Posteriormente, regresaría al podio con una plata en la Superliga del Campeonato Europeo de Atletismo por Equipos, que celebraba su máxima competición en Chorzów (Polonia), donde logró un tiempo de 13,05 segundos. Para el mes de julio, viajó con el resto de la delegación italiana a Japón, para participar en sus primeros Juegos Olímpicos. 
Corrió en la modalidad de atletismo, en 100 metros vallas, el 31 de julio, superando la ronda clasificatoria tras correr en la serie 2, en la que quedó con el tercer mejor tiempo, con 12,93 segundos, por detrás de la australiana Liz Clay y la estadounidense Kendra Harrison. Posteriormente, en la semifinal que se celebró al día siguiente, acabó cuarta, con 12,75 segundos, lo que supuso para Italia un nuevo récord nacional; no obstante, quedó alejada de las dos primeras plazas con las que se alcanzaba la final.

## Resultados por competición

### Por temporada
| Representando a Italia | Representando a Italia                                  | Representando a Italia | Representando a Italia | Representando a Italia | Representando a Italia |
| ---------------------- | ------------------------------------------------------- | ---------------------- | ---------------------- | ---------------------- | ---------------------- |
| Año                    | Competición                                             | Lugar                  | Modalidad              | Puesto                 | Marca (s.)             |
| 2017                   | Campeonato Europeo de Atletismo Sub-23                  | Bydgoszcz              | 100 m vallas           | 5.ª (SF1)              | 13,50 s                |
| 2017                   | Universiada                                             | Taipéi                 | 100 m vallas           | 7.ª (SF1)              | 13,99 s                |
| 2017                   | Universiada                                             | Taipéi                 | 4 x 100 metros relevos | -                      | DNF                    |
| 2018                   | Juegos Mediterráneos                                    | Tarragona              | 100 m vallas           | 2ª                     | 13,30 s                |
| 2018                   | Campeonato Europeo de Atletismo                         | Berlín                 | 100 m vallas           | 5.ª (SF1)              | 13,09 s                |
| 2019                   | Campeonato Europeo de Atletismo en Pista Cubierta       | Glasgow                | 60 m vallas            | 5.ª (SF1)              | 8,11 s                 |
| 2019                   | Universiada                                             | Nápoles                | 100 m vallas           | 1.ª                    | 12,79 s                |
| 2019                   | Campeonato Europeo de Atletismo por Equipos - Superliga | Bydgoszcz              | 100 m vallas           | 1.ª                    | 12,87 s                |
| 2019                   | Campeonato Mundial de Atletismo                         | Doha                   | 100 m vallas           | 8.ª (SF2)              | 13,06 s                |
| 2020                   | Liga de Diamante - BAUHAUS-Galan                        | Estocolmo              | 100 m vallas           | 1.ª                    | 12,88 s                |
| 2020                   | Liga de Diamante - Golden Gala                          | Roma                   | 100 m vallas           | 2.ª                    | 12,83 s                |
| 2021                   | Campeonato Europeo de Atletismo en Pista Cubierta       | Toruń                  | 60 m vallas            | 6.ª                    | 7,99 s                 |
| 2021                   | Liga de Diamante - Gran Premio Müller Gateshead         | Londres                | 100 m vallas           | 3.ª                    | 13,45 s                |
| 2021                   | Campeonato Europeo de Atletismo por Equipos - Superliga | Chorzów                | 100 m vallas           | 2.ª                    | 13,05 s                |
| 2021                   | Liga de Diamante - Golden Galan                         | Florencia              | 100 m vallas           | 51.ª                   | 12,99 s.               |
| 2021                   | Juegos Olímpicos                                        | Tokio                  | 100 m vallas           | 4.ª (SF2)              | 12,75 s                |
| 2022                   | Campeonato Europeo de Atletismo                         | Múnich                 | 100 m vallas           | -                      | DNS                    |

### Mejores marcas
| Disciplina                        | Marca    | Lugar  | Fecha                |
| --------------------------------- | -------- | ------ | -------------------- |
| 60 metros lisos (pista cubierta)  | 7,54 s   | Aosta  | 12 de enero de 2020  |
| 100 metros lisos (exterior)       | 11,68 s. | Milán  | 8 de mayo de 2021    |
| 200 metros lisos (exterior)       | 26,36 s. | Génova | 12 de mayo de 2013   |
| 60 metros vallas (pista cubierta) | 7,99 s.  | Toruń  | 7 de marzo de 2021   |
| 100 metros vallas (exterior)      | 12,75 s. | Tokio  | 1 de agosto de 2021  |
| 4 x 100 metros relevos            | 44,56 s. | Taipéi | 27 de agosto de 2017 |